# 沈仁安
沈 仁安（しん じんあん、1935年2月14日 - ）は、中華人民共和国の歴史学者。専門は日本史。北京大学歴史学部教授。北京大学では、世界近現代史専攻大学院博士課程生を指導する。

## 人物
江蘇省武進県の出身。1954年、北京大学歴史学部入学。1959年、北京大学歴史学部卒業。北京大学学術委員会委員、北京大学日本研究センター副主任、『日本学』編集委員、中国日本史学会名誉会長、中華日本学会理事。

## 日本語著作
- 沈仁安『倭国と東アジア』六興出版〈東アジアのなかの日本歴史〈1〉〉、1990年2月1日。ISBN 4845380919。
- 沈仁安 著、藤田友治・藤田美代子・古田武彦 訳『中国からみた日本の古代 新しい古代史像を探る』ミネルヴァ書房、2003年11月。ISBN 4623039056。